# Thomas Wolter
Thomas Wolter (* 4. Oktober 1963 in Hamburg) ist ein ehemaliger Fußballspieler und -trainer.

## Spielerkarriere

### Verein
In der Jugend von TuS Ottensen begann die Laufbahn von Thomas Wolter. Er schloss sich 1979 HEBC Hamburg an, ehe er 1984 vom Landesligisten zum SV Werder Bremen wechselte. Auch der Hamburger SV und der FC Schalke 04 hatten zuvor Interesse an Wolter gezeigt. Der gelernte Versicherungskaufmann spielte in der Fußball-Bundesliga vierzehn Jahre für Werder Bremen. Dabei absolvierte er 312 Spiele und schoss zwölf Tore für die Norddeutschen. 1984/85 gehörte er erstmals zum Profikader der Bremer. Doch mit Günter Hermann, Norbert Meier, Benno Möhlmann und Wolfgang Sidka war die Konkurrenz im Mittelfeld für den damaligen Jungspieler noch sehr groß. In seinem ersten Profijahr kam Wolter deshalb nur auf drei Einsätze. Sein Debüt gab der Defensivspieler am 24. November 1984 gegen Eintracht Braunschweig. Beim 4:1-Sieg wurde er in der 82. Minute für Uwe Reinders eingewechselt.
Der Erfolg im Europapokal der Pokalsieger 1991/92 unter Trainer Otto Rehhagel im Finale am 6. Mai 1992 in Lissabon gegen den von Arsène Wenger trainierten AS Monaco ragt bei seinen Erfolgen mit dem SV Werder heraus.

### Nationalmannschaft
Für die deutsche Fußballnationalmannschaft bestritt Wolter ein Länderspiel. Für das Freundschaftsspiel gegen Brasilien am 16. Dezember 1992 stand der Defensivspieler in der Startformation des DFB. Zur 59. Minute wurde er gegen Michael Zorc ausgewechselt.

## Erfolge
- Deutscher Meister 1988 und 1993
- Deutscher Pokalsieger 1991 und 1994
- Deutscher Supercupsieger 1988, 1993 und 1994
- Europapokal der Pokalsieger 1991/92

## Trainerkarriere
Wolter besitzt eine Fußballlehrer-Lizenz des DFB und ist als solcher seit 1998 bei Werder Bremen tätig. 1998 begann er dort als Co-Trainer der Reserve-Mannschaft, war dann von 2000 bis 2002 für die U18/U19 verantwortlich und trainierte über zehn Jahre die in der Regionalliga Nord spielende Zweite Mannschaft des Vereins. Sein Nachfolger bei Werder II wurde Viktor Skripnik. Seit Juli 2013 bekleidet Wolter die neugeschaffene Position des sportlichen Leiters des Leistungszentrums von Werder Bremen. 2016 übernahm er für drei Spiele anstelle des zu den Profis aufgerückten Alexander Nouri interimsweise die Aufgaben des Trainers bei der U-23-Mannschaft von Werder Bremen, ehe er von Florian Kohfeldt abgelöst wurde.

## Sonstiges
Wolters Tochter Pia-Sophie ist ebenfalls Fußballspielerin und stieg mit Werder Bremen 2015 in die Frauen-Bundesliga auf.